# Gaffa (tidskrift)
Gaffa är en gratistidning med fokus på musik som utkommer varje månad och delas ut i större städer. Det går även att prenumerera på Gaffa eller läsa på gaffa.se. Gaffa grundades 1983 i Danmark. I april 2010 utkom första numret i Sverige. Den svenska utgåvan har 2023 en upplaga på runt 25 000 exemplar vilket gör den till Sveriges största musiktidning. Tidningens första chefredaktör var Johan Lothsson och nuvarande är Johanna Eriksson som 2022 ersatte Daniel Horn. Bland tidigare skribenter kan nämnas Ametist Azordegan och bland nu aktiva Kristofer Hadodo, Tommy Juto, Ieva Kisieliute, Jim Knutsson, Jesper Robild och Emma Thimgren.

## Gaffapriset
Sedan 2011 delas Gaffapriset ut i skilda populärmusikaliska genrer. Vinnarna utses genom läsarnas röster på webben. 

### 2025 års Gaffapris[4]
[redigera | redigera wikitext]
Årets Album: Thåström – Somliga av oss
Årets Genombrott: Nektar– Magnolia
Årets Liveakt: Terra
Årets Låt: Oåtkomlig – Terra
Årets Rock: – Terra
Årets Pop: – Benjamin Ingrosso: – Pink Velvet Theatre
Årets Hiphop/R&B: Cleo
Årets Hårdrock/Metal: Opeth - The Last Will And Testament
Årets Elektroniska: Kite – VII
Årets Internationella Album: Billie Eilish– Hit Me Hard And Soft
Årets Internationella genombrott: Chappell Roan
Årets Internationella Låt: Billie Eilish – Birds of a Feather
Redaktionens Specialpris: Per Sinding-Larsen

### 2024 års Gaffapris[5]
Årets Album: Terra – Livslinjen
Årets Genombrott: Svart Ridå – Svart Ridå
Årets Liveakt: Terra 
Årets Låt: Solen – Lovikka
Årets Pop/Rock: – Terra  
Årets Hiphop/R&B: Deki Alem – Fluent Stutter
Årets Hårdrock/Metal: Graveyard - 6
Årets Elektroniska: Stella Explorer – Lost Kingdom
Årets Internationella Album: Lana Del Rey – Did You Know That There’s A Tunnel Under Ocean Blvd
Årets Internationella genombrott: The Last Dinner Party
Årets Internationella Låt: Billie Eilish – What Was I Made For?
Redaktionens Specialpris: Export Music Sweden

### 2023 års Gaffapris[6]
Årets Album: Viagra Boys – Cave World
Årets Grupp: Viagra Boys
Årets Uppstickare: Rebecca Sjöberg
Årets Soloartist: Hurula
Årets Liveakt: Thåström
Årets Låt: Viagra Boys – Ain't No Thief
Årets Pop/Rock: – Viagra Boys
Årets Hiphop/R&B: Yung Lean
Årets Hårdrock/Metal: Ghost
Årets Elektroniska: Emmon
Årets Utländska Album: The Weeknd – Dawn FM
Årets Utländska Grupp: Wet Leg
Årets Utländska Soloartist: Harry Styles
Årets Utländska Uppstickare: Wet Leg
Årets Utländska Låt:Harry Styles– As it was
Redaktionens Specialpris: Värmeverket

### 2022 års Gaffapris[7]
Årets Album: Thåström – Dom Som Skiner
Årets Grupp: ABBA
Årets Uppstickare: Alba August
Årets Soloartist: Thåström
Årets Liveakt: The Hellacopters
Årets Låt: ABBA – I Still Have Faith In You
Årets Pop/Rock: – Markus Krunegård
Årets Hiphop/R&B: Timbuktu
Årets Hårdrock/Metal: Lillasyster
Årets Elektroniska: Rebecca & Fiona
Årets Utländska Album: Adele – 30
Årets Utländska Grupp: Iron Maiden
Årets Utländska Soloartist: Adele
Årets Utländska Uppstickare: Olivia Rodrigo
Årets Utländska Låt: Adele – Easy On Me
Redaktionens Specialpris: Tim Bergling Foundation

### 2018 års Gaffapris
Vid en gala på Where's the Music?-festivalen i Norrköping 10 februari 2018 prisades de bästa albumen och artisterna 2017. Värdar för kvällen var Frej Larsson och Joy M'Batha och flest priser, tre stycken, tog Zara Larsson hem. Artister som uppträdde under galan var Graveyard, Slowgold, Rome Is Not A Town, Muhammed Faal och Rein. Under galan utdelade FKP Scorpio utmärkelsen Viola Beach Memorial Award till artisterna Anna Kornelia Åberg och Fieh. Gaffas priser utdelades för 2017 års bästa insatser i nedanstående kategorier.
Årets album
Zara Larsson – So Good
Årets utländska album
Kendrick Lamar – Damn
Årets grupp
Icona Pop
Årets utländska grupp
The xx
Årets soloartist
Zara Larsson
Årets utländska soloartist
Björk
Årets genombrott
Tjuvjakt
Årets utländska genombrott
Astrid S
Årets liveakt
Håkan Hellström
Årets låt
Zara Larsson – Symphony (Feat. Clean Bandit)
Årets utländska låt
Lana Del Rey – Lust For Life (Feat. The Weeknd)
Årets pop/rock
Miriam Bryant
Årets urban
Silvana Imam
Årets svenska hårdrock/metal
Arch Enemy
Årets elektroniska
Fever Ray
Redaktionens specialpris
Emma Knyckare

### 2016 års Gaffapris
Priset utdelades för 2016 års bästa insatser i nedanstående kategorier. 
Årets svenska album
Kent - Då som nu för alltid
Årets utländska album
Beyoncé - Lemonade
Årets svenska grupp
Kent
Årets utländska grupp
M83
Årets svenska soloartist
Zara Larsson
Årets utländska soloartist
Beyoncé
Årets svenska genombrott
Cherrie
Årets utländska genombrott
Anderson Paak
Årets liveakt
Kent
Årets svenska hit
Laleh - Bara få va mig själv
Årets utländska hit
Coldplay - Hymn For The Weekend
Årets svenska pop
Kent  - Då som nu för alltid
Årets svenska rock
Västerbron - Till vilket pris som helst
Årets svenska hårdrock/metal
In Flames - Battles
Årets svenska hiphop/soul
Silvana Imam - Naturkraft
Årets svenska dans
Steve Angello - Wild Youth
Redaktionens specialpris
Nattskiftet